# Intimitás (film)
Az Intimitás (eredeti cím: Intimacy) 2001-ben bemutatott filmdráma Patrice Chéreau rendezésében. Hanif Kureishi azonos című regényéből a forgatókönyvet Anne-Louise Trividic és Patrick Chéreau írta. A főszereplők Mark Rylance és Kerry Fox.
A felvételek 2000 januárjától Londonban, valamint az Ealing Studios-ban zajlottak. Chéreau egy nő és egy férfi testiségre szorítkozó kapcsolatáról szóló kendőzetlen és merész alkotását a 2001-es Sundance Filmfesztiválon mutatták be. Az Intimitás mind a közönség mind a kritikusok körében vegyes fogadtatásra talált. A Berlini Nemzetközi Filmfesztiválon elnyerte a fesztivál fődíját, Kerry Fox alakítását pedig a legjobb női színésznőnek járó díjjal jutalmazták.

## Cselekmény
Jay (Mark Rylance) és Claire (Kerry Fox)  minden szerdán találkoznak a férfi lakásán. Szeretkeznek, majd a nő felöltözik és távozik. Nem beszélgetnek, nem kérdeznek egymástól semmit. Míg Claire elégedett a helyzettel, addig Jay közelebbről is meg akarja ismerni partnerét. Az egyik találkozásuk után titokban követni kezdi a nőt, hogy többet tudjon meg róla: ki ő, hol lakik, mit csinál. Kiderül, hogy Claire házas, férje Andy taxisofőr, és van egy tizenéves fia. Szabadidejében egy amatőr színjátszó társulatba jár. Jay megpróbál szeretője életének részévé válni: ellátogat a színtársulat előadására. Azonban Claire kitart amellett, hogy kapcsolatuk csak a lakásra korlátozódjon...

## Szereplők
| Szerep               | Színész            | Magyar hang     |
| -------------------- | ------------------ | --------------- |
| Jay                  | Mark Rylance       | Kőszegi Ákos    |
| Claire               | Kerry Fox          | Juhász Judit    |
| Susan (Jay felesége) | Susannah Harker    | (n. a.)         |
| Victor               | Alastair Galbraith | Tarján Péter    |
| Ian                  | Philippe Calvario  | Kapácsy Miklós  |
| Andy                 | Timothy Spall      | Gesztesi Károly |
| Betty                | Marianne Faithfull | Illyés Mari     |
| Dave                 | Fraser Ayres       | (n. a.)         |
| Bártulajdonos        | Michael Fitzgerald | (n. a.)         |

## Chéreau a filmről
„Elképzelhetetlen lett volna számomra például, hogy az Intimitást francia közegben, francia életérzéssel filmesítsem meg. Nem tagadom, első olvasásra beleszerettem Hanif Kureishi regényébe. Jay és Claire puszta szexualitáson alapuló történetébe. Párizs, erotika, intimitás: ezeket a közhelyeket, paneleket nem állt szándékomban kiaknázni. Lényegében azt "importáltam" a britektől, ami belőlünk, franciákból, az elmúlt évek francia filmterméséből oly sajnálatosan hiányzik. [...] Némiképpen úgy érzem, hogy az Intimitással sikerült valamit átmentenem, átörökítenem a kortárs brit film erejéből, megfigyelő, leplezetlen stílusából.” – vallotta filmjéről egy Magyar Narancs interjúban.

## Kritikai visszhang
A The Hollywood Reporter szerint az Intimitáshoz a néző a színészek naturalisztikus játéka ellenére sem tud közel kerülni, „csak idegenek életét látjuk egy kukkoló szemszögéből”. A Variety kritikusa is dicséri a bátor alakításokat, azonban úgy véli, hogy „míg a dráma kitartó intenzitásával és vizuális eleganciájával figyelmet parancsol”, addig Chéreau korábbi filmjeire is jellemző grandiózusságra való törekvése ennek hatását csökkenti. A film szerinte sokkal inkább Európában számíthat érdeklődésre mintsem Amerikában. „Nyersen, sebzetten és erőteljesen eljátszott film, melyet nem lehet figyelmen kívül hagyni.” – írja kritikájában Roger Ebert.
A hazai kritikusoknak sem volt egyöntetű a véleménye. A Filmvilágban Zoltán Gábor így írt a filmről: „Chéreau átvonult Londonba, tökéletesen beléhelyezkedett egy meglévő filmstílusba, olyan természetességgel szőtte körbe képeit Iggy Pop- és David Bowie-féle zenékkel, mintha mindig ilyesmikkel dolgozott volna, ám egyben-másban mégis változtatott valamit a Kureishi-világon. Alig észrevehetően, de bonyolultabbá vált keze nyomán a dramaturgia, kifinomultabbá a színészek játéka, és nem utolsósorban visszakerült a nő és a férfi története mögé a végzet, a mítosz.”
A Mozineten Szalóky Bálint Bernardo Bertolucci Utolsó tangójával párhuzamot vonva állapítja meg, hogy Chéreau alkotása „nem több gyenge utánérzésnél, mely csak vágyakozhat hasonló odafigyelésre és elismerésre. Ezen pedig még a tehetséges angol színészek sem tudnak segíteni”. A Népszabadságban Veress József is méltatja a két főszereplőt, akik „elhitető erővel formálja meg a sajnálatra méltó figurákat”. A film feszültségét szerinte nem a nemiség merész ábrázolása adja, hanem a „mögöttes tartalom”. A Magyar Narancs kritikusa nemtetszésének ad hangot amiatt, hogy Chéreau csak „a közhely tengeréből próbált új forrást fakasztani végső művészi zavarában és kétségbeesésében”.

## Rokon alkotások
A film alapszituációja Bertolucci Utolsó tangó Párizsbanjára (1972) emlékezet, melyben a főszereplők számára egy kiadó párizsi bérlakás szolgált érzelmek nélküli szeretkezéseik helyszínéül. Az Utolsó tangó mellett a hetvenes években több, az emberi kapcsolatok és a szexualitás viszonyát középpontba állító alkotás is készült még, melyek kendőzetlenségükkel koruk botrányt keltő filmjei voltak: közülük Nagisa Oshima Az érzékek birodalma (1976) vagy Jancsó Miklós Magánbűnök, közerkölcsök (1976) című művét érdemes megemlíteni. Az utóbbi években a téma újrafelfedezését tapasztalhattuk többek között Leos Carax Pola X (1999), Catherine Breillat Románc (1999), Michael Haneke A zongoratanárnő (2001) vagy Lars von Trier Idióták (1998) című alkotásában, melyekben a testiség ábrázolása jóval bátrabban és hangsúlyosabban jelenik meg, nem egyszer a pornófilmekre jellemző nyíltsággal. Az Intimitást követően készült filmek közül Vincent Gallo Brown Bunnyja (2003) vagy Michael Winterbottom 9 dala (2004) érdemel figyelmet.

## Díjak, jelölések
- Berlini Nemzetközi Filmfesztivál (2001)
  - díj: Patrice Chéreau (Arany Medve)
  - díj: Patrice Chéreau (Kék Angyal-díj)
  - díj: Kerry Fox (Ezüst Medve díj legjobb színésznő)
- Chlotrudis Awards (2002)
  - jelölés: Timothy Spall (legjobb férfi mellékszereplő)
- César-díj (2002)
  - jelölés: Patrice Chéreau (legjobb rendező)
- Európai Filmdíj (2002)
  - jelölés: Patrice Chéreau (Közönségdíj – legjobb rendező)
  - jelölés: Mark Rylance (Közönségdíj – legjobb színész)
  - jelölés: Eric Gautier (legjobb operatőr)
  - jelölés: Patrick Cassavetti, Charles Gassot és Jacques Hinstin (legjobb film)
- Lumiére-díj (2002)
  - díj: Patrice Chéreau (legjobb rendező)
- Louis Delluc-díj (2001) 
  - díj: Patrice Chéreau
- Rio de Janeiro-i Nemzetközi Filmfesztivál (2001)
  - díj: Patrice Chéreau (FIPRESCI-díj – legjobb európai film)